# 中石化煉化工程
中石化煉化工程（集團）股份有限公司（英語：SINOPEC Engineering (Group) Co., Ltd.，港交所：2386），簡稱中石化煉化工程（集團）股份、中石化煉化工程（集團）、中石化煉化工程以及中石化煉化，前身為「中石化炼化工程（集团）有限公司」，2007年由中国石油化工集团公司設立。由8家工程公司（中国石化工程建设有限公司、中石化洛阳工程有限公司、中石化上海工程有限公司、中石化宁波工程有限公司、中石化南京工程有限公司、中石化第四建设有限公司、中石化第五建设有限公司、中石化第十建设有限公司）組成。
目前董事長為喻寶才，總經理為向文武。業務為能源、环保石油化工、热能工程、提供咨询、设计、工程总承包、制造及专业施工总承包工程服务和管理服务等。
公司在2013年5月23日於港交所主板上市。招股價為9.8至13.1港元，集資額130.14億至174億港元，全球發行為13.28億股H股，而認購包括中海香港控股、航天投資、航天財務、中國信保、中融信託、Albertson Capital及中工國際工程，分別1億、6000萬、5000萬、5000萬、5000萬、3000萬及1000萬美元。

## 連結
- segroup.cn（页面存档备份，存于）